# Muzeum Regionalne w Brzozowie
Muzeum Regionalne im. Adama Fastnachta w Brzozowie – muzeum w Brzozowie.
Mieści się w budynku b. ratusza. Patronem muzeum jest Adam Fastnacht, badacz historii Sanoka i Ziemi Sanockiej, kustosz Ossolineum.

## Historia

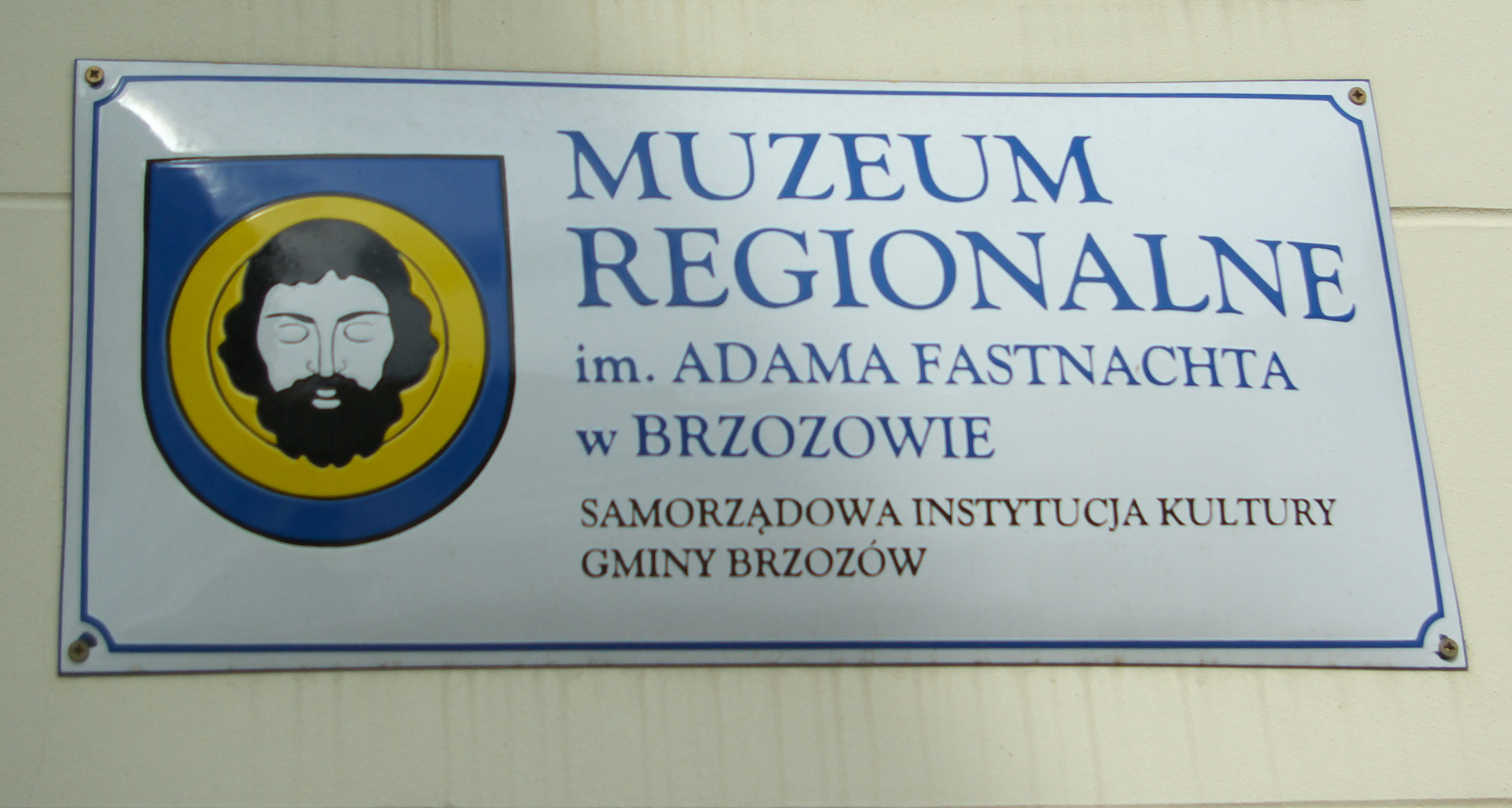
Tabliczka informacyjna

Muzeum zostało otwarte 17 marca 1980 roku dzięki staraniom Polskiego Towarzystwa Turystyczno-Krajoznawczego, z inicjatywy Jerzego F. Adamskiego, który został kierownikiem placówki, a od 1991 dyrektorem. Około 500 zgromadzonych wówczas eksponatów pochodziło z istniejącego od połowy lat sześćdziesiątych muzeum społecznego. 30 maja 1981 roku udostępniono zwiedzającym pierwszą stałą wystawę poświęconą historii i kulturze ludowej regionu brzozowskiego. W 1987 patronem placówki został zmarły wówczas historyk średniowiecza, Adam Fastnacht, którego rękopisy, dotyczące prac nad słownikiem historyczno-geograficznym ziemi sanockiej w średniowieczu, należą do zbiorów muzealnych. Po przeprowadzonym remoncie muzeum zostało ponownie otwarte 17 listopada 1990, a dokonała tego żona Adama Fastnachta, Kazimierza, oraz współzałożycielka tej placówki Krystyna Czyżewska. Od 1 lipca 1995 muzeum jest samorządową jednostką kultury samorządu miasta i gminy Brzozów.
Eksponaty muzealne składają się głównie z regionalnych pamiątek historycznych, etnograficznych i artystycznych. Do najstarszych należą krzemienne i kamienne toporki oraz siekierki z okresu neolitu (4,5–1,7 tys. lat p.n.e.) odkryte w trakcie prac wykopaliskowych w okolicach Brzozowa. W muzeum przechowywane są także dokumenty, dotyczące miasta Brzozowa, z XVII–XVIII wieku, takie jak: księga wójtowsko-ławnicza z drugiej połowy XVII wieku oraz opis granic Brzozowa z 1748 roku. Wystawa, dotycząca historii miasta w XIX wieku, składa się z wyrobów rzemieślniczych, na przykład, fajki z przełomu XIX/XX wieku, oraz wyrobów z drewna (gruszy, wrzośca i wiśni). W muzeum zaprezentowany jest także warsztat grzebieniarski Jana Fala – ostatniego grzebieniarza w Brzozowie. Do zbiorów z zakresu sztuki należą przede wszystkim rzeźby miejscowych artystów: Stanisława Adamczaka ze Zmiennicy, Marka Dudy z Izdebek, Stanisława Konieczki z Humnisk, Antoniego Laska z Humnisk, Anieli Orłowskiej z Przysietnicy, Romana Sokalskiego z Humnisk, Marka Szpiecha z Hłudna, Piotra Worońca z Brzozowa.
XX-wieczną historię miasta i regionu brzozowskiego odtwarzają takie wystawy jak: rekonstrukcja salonu mieszczańsko-inteligenckiego oraz izby chłopskiej z pierwszej połowy XX wieku, a także salonik literacko-artystyczny (malarstwo, rzeźba, publikacje) i stała wystawa Miasto dwóch religii, przedstawiająca historię Brzozowa w okresie międzywojennym. Dziejom brzozowskich Żydów poświęcona została stała ekspozycja Z domu Judy... Żydzi w Brzozowie.
Muzeum w Brzozowie posiada własne wydawnictwo. Tematyka wydawanych publikacji dotyczy zarówno regionu, jak i całego kraju. Na dorobek naukowy składają się m.in.: dzieła Adama Fastnachta Słownik historyczno-geograficzny ziemi sanockiej w średniowieczu, cz. 1-2 oraz Sanok. Materiały do dziejów miasta do XVII wieku, publikacje naukowe dotyczące historii polskiego przemysłu naftowego, miejscowości w Polsce południowo-wschodniej, biografie i wspomnienia, sprawozdania pokonferencyjne, przewodniki turystyczne, wydawnictwa okazjonalne, publikacje związane z działalnością wystawienniczą, periodyki. Od grudnia 1991 roku muzeum wydaje społeczno-kulturalny miesięcznik regionalny Wiadomości Brzozowskie. Za działalność wydawniczą muzeum brzozowskiemu przyznano w 1988 roku pierwsze miejsce w kategorii wydawnictw nieseryjnych w II Ogólnopolskim Konkursie Wydawniczym PTTK oraz pierwsze miejsce w trzeciej edycji tegoż konkursu za opublikowanie sześciu książek w latach 1989–1990.

## Zbiory muzeum
| Rok  | Liczba muzealiów              | Liczba muzealiów | Liczba muzealiów |
| Rok  | artystycznych i historycznych | etnograficznych  | archiwaliów      |
| ---- | ----------------------------- | ---------------- | ---------------- |
| 1985 | 219                           | 250              | 614              |
| 1990 | 295                           | 356              | 972              |
| 1995 | 348                           | 475              | 1602             |
| 2000 | 885                           | 574              | 1818             |
| 2005 | 1187                          | 662              | 3305             |

## Nagrody
- I nagroda w Ogólnopolskim Konkursie Wydawniczym PTTK (II edycja: 1989, III edycja: 1991)[13]